# Lieke Martens
Lieke Elisabeth Petronella Martens-van Leer, född 16 december 1992 i Nieuw-Bergen, är en nederländsk fotbollsspelare som sedan 2022 spelar för Paris Saint Germain i Frankrike. Hennes position på planen är vanligen vänstermittfältare eller vänsterytter. Hon ses som en av världens bästa spelare på sin position. Hon viker gärna in och avslutar eller spelar fram till mål, vilket gör henne till en svårstoppad spelare. 
Hon fick motta både UEFA:s och FIFA:s bästa spelare i världen-pris 2017.

## Spelarkarriär
Lieke Martens gjorde ligadebut i högsta serien med SC Heerenveen 2009, då var hon bara 16 år. Hennes professionella karriär startade i Standard Liège 2011 där hon spelade i sex månader. Den korta sejouren blev väldigt framgångsrik, hon gjorde 17 mål på 25 matcher i den belgiska klubben och de vann ligan samt cupen. Hon fick även göra debut i Champions League det året.
Därefter blev det spel i tyska FCR 2001 Duisburg 2012-2013 innan det blev spel i Sverige och Kopparbergs/Göteborg FC (idag BK Häcken) 2014-2015. Sen blev det Malmöklubben FC Rosengård som signade henne och där spelade hon mellan 2015 och 2017. Där fick hon vara med och ta hem Svenska cupen 2016 samt Svenska supercupen 2016, och återigen Svenska cupen 2017. Någon ligavinst i Sverige fick hon inte uppleva, utan blev tvåa både 2016 och 2017.
2017 signade hon för FC Barcelona, där hon blev kvar i fem säsonger och vann många titlar, som följande:
Spanska ligan: 2019-2020, 2020-2021, 2021-2022
Spanska cupen (Copa de la Reina): 2018, 2020, 2021, 2022
Spanska supercupen: 2019-2020, 2021-22.
Champions League: 2020-2021
Trippeln (vinna tre titlar under en och samma säsong): 2020 (ligavinst, cupvinst och supercupvinst) och internationell trippel 2021 (ligavinst, cupvinst och Champions League). 
Före EM 2022 skrev hon på för Paris SG. 2024 vann hon franska cupen med dem (Coupe de France féminine de football), hon avgjorde finalen med matchens enda mål, 1–0.

## Landslaget
I augusti 2011 debuterade hon i det nederländska fotbollslandslaget. Mästerskapsdebut blev det i EM 2013.  
Lieke Martens var även en del av Nederländernas trupp i VM i Kanada år 2015, som var landets första VM-turnering. Med sitt mål i den första gruppspelsmatchen mot Nya Zeeland blev hon historisk som landets första målskytt i ett VM.
  

I samband med att Nederländerna vann sin första EM-titel under EM 2017 gjorde Lieke Martens tre mål och utsågs till turneringens spelare.

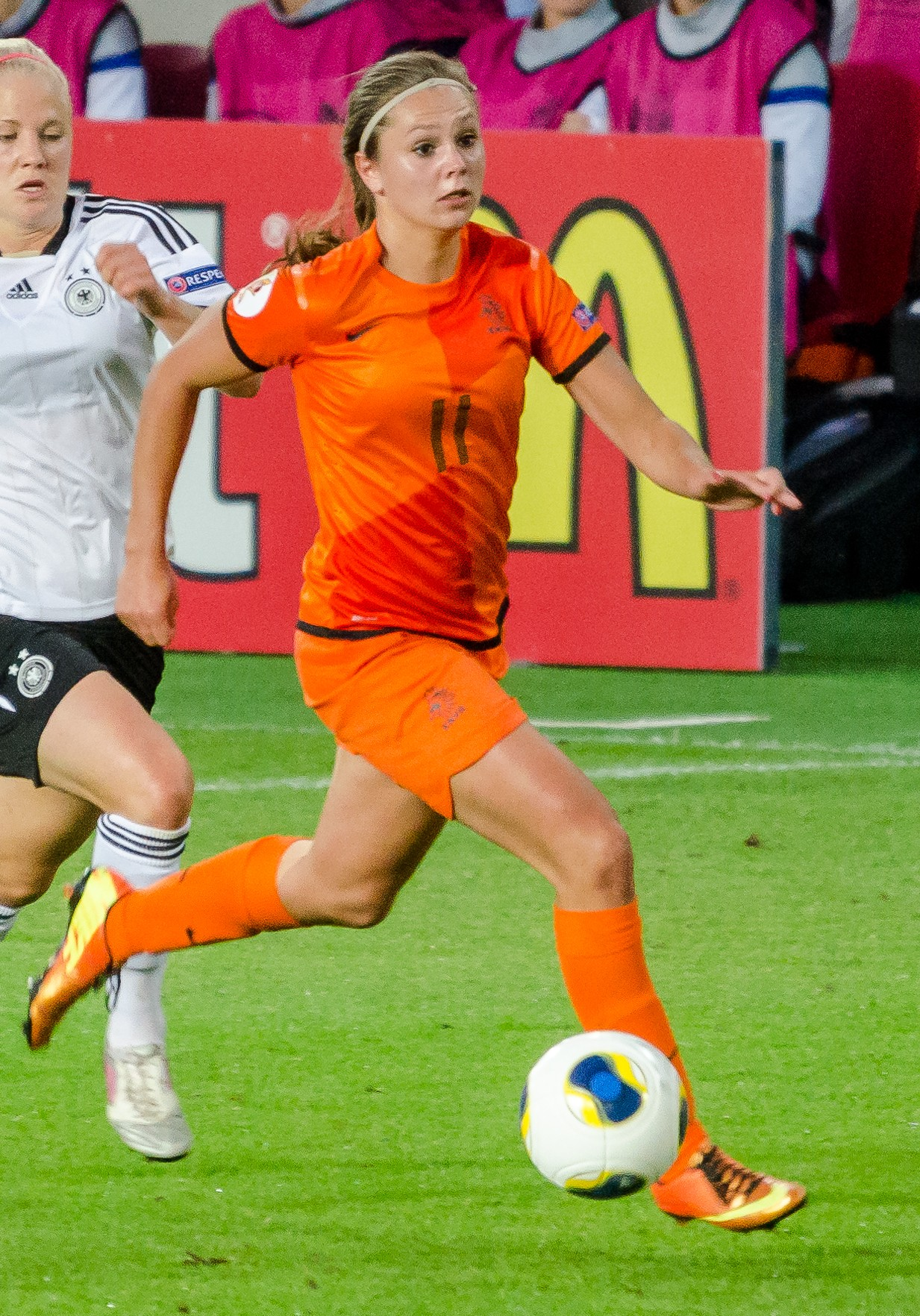
Lieke Martens under en landslagsmatch mot Tyskland i Fotbolls-EM 2013.

VM 2019 fick hon motta en silvermedalj efter att ha förlorat mot USA i finalen med 2-0.  
Den 31-åriga Martens meddelade precis innan matcherna mot Finland i EM-kvalet och överraskande fotbollsvärlden att hon skulle spela sin sista landskamp den 4 juni 2024. Matchen slutade 1–1 borta mot Finland.  
Hennes landslagskarriär stannade på 160 landskamper och 62 mål. I matchen innan, som var på hemmaplan, blev hon stort hyllad. Många ville tacka henne för hennes insatser i landslaget. I augusti samma år meddelade hon att hon väntar barn, vilket förklarar varför hon kände det var ett bra tillfälle att avsluta efter 160 landskamper. 
Mästerskap hon representerat Nederländerna i: 
EM: 2013, 2017, 2022 
VM: 2015, 2019, 2023 
OS: 2020 

## Övrigt
Lieke Martens kan tala fem språk: nederländska, tyska, engelska, spanska och svenska.
Hon är sedan 2023 gift med Benjamin van Leer, som även han spelat fotboll, då som målvakt. Martens tar paus under säsongen 2024/25 då paret väntar sitt första barn.